# 大花滇黄堇
大花滇黄堇（学名：Corydalis yunnanensis var. megalantha）为罂粟科紫堇属下的一个变种。

## 扩展阅读
- 維基物種上的相關：大花滇黄堇